# Prajjan
Prajjan is een bestuurslaag in het regentschap Sampang van de provincie Oost-Java, Indonesië. Prajjan telt 3145 inwoners (volkstelling 2010).